# Cerf-volant porte antenne
Dès le début du XXe siècle. Le Cerf-volant porte antenne était l'un des premiers dispositifs capables d'élever une antenne radioélectrique pour la réception des ondes radioélectriques des basses fréquences et moyennes fréquences.

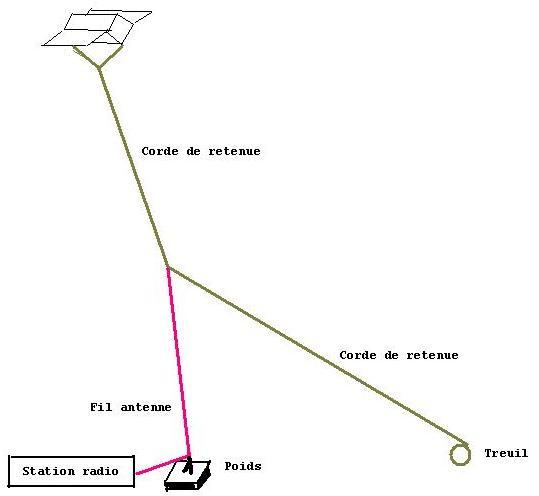
Cerf-volant porte antenne.

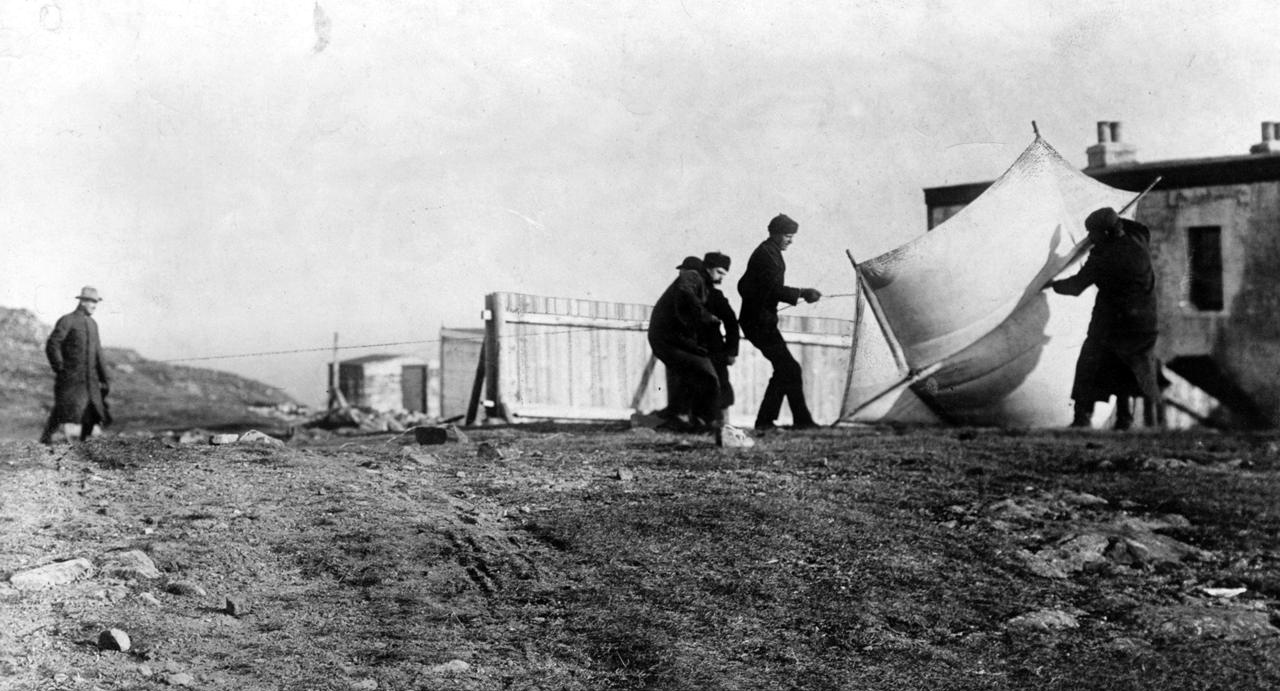
Cerf-volant porte antenne de Guglielmo Marconi radiocommunication entre St John's et Newfoundland en décembre 1901.

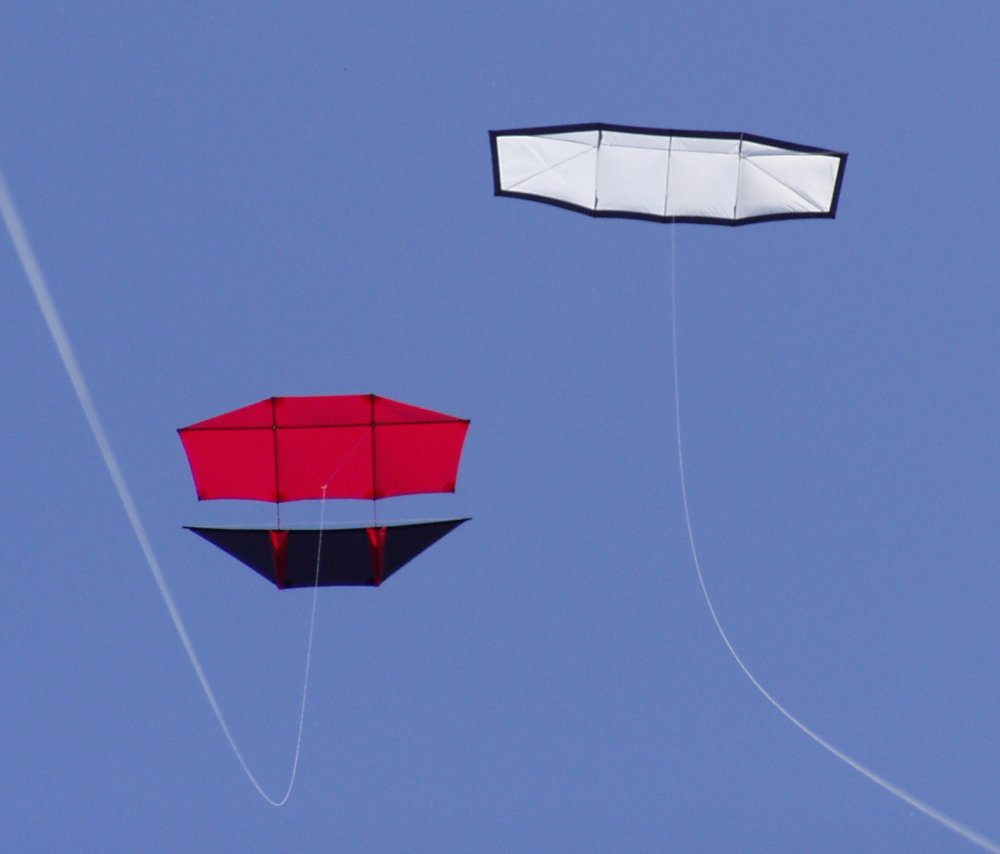
Cerfs-volants captifs.

## Historique
Dès le début du XXe siècle. La réception puissante des postes éloignés sur les bandes radios nécessite de longues et surtout de hautes antennes radioélectriques, qu'il est impossible à l'amateur de T.S.F. de posséder, et qui désire cependant entendre les postes lointains. Un moyen simple est l'emploi du cerf-volant porte-antenne, qui permet de reculer d'une merveilleuse manière la limite des réceptions ordinaires des bandes basses, et sans modifier en rien le poste de réception à galène proprement dit.
Pour sa première tentative réussie de transmission transatlantique en 1901, Marconi utilisa un cerf-volant de type Rokkaku, le "Levitor" inventé par B.F.S. Baden-Powell (frère de Robert Baden-Powell). Ce cerf-volant, utilisé en train de 4 ou 5, était initialement prévu pour un usage militaire, pour soulever un observateur au-dessus du sol.

## Applications
Dès le début du XXe siècle. Les stations de T.S.F. permirent la réception dans les bandes radios des signaux de la tour Eiffel.
Le 6 juin 1928 avec un cerf-volant porte antenne, le radioécouteur russe Nikolai Reinhold entend sur 500 kilohertz le SOS des survivants du dirigeable Italia et alerte les secours.

## Principe
- L’installation doit être rapide et provisoire, on a recours comme support d'antenne, à l'emploi d'un cerf-volant de type stationnaire (ou par un Ballon porte antenne) comme support, qui donne des résultats inespérés pour l'émission des ondes radioélectriques et la réception des ondes radioélectriques des  basses fréquences et moyennes fréquences.
- Le procédé le plus simple consiste à lancer le cerf-volant en lui donnant plusieurs dizaines de mètres de corde. Dès que la stabilité semble assurée, on attache à la corde par l'intermédiaire d'un isolateur le fil électrique d'antenne radioélectrique type antenne long-fil; puis on déroule à nouveau la corde jusqu'à ce que le fil électrique de plusieurs dizaines de mètres soit vertical, bien tendu et de longueur convenable. Nous disposons d’une grande antenne radioélectrique verticale en basse fréquence et moyenne fréquence.
- Le cerf-volant répondant le mieux pour porter l'antenne radioélectrique est le cerf-volant type Rokkaku (le cerf-volant type Rokkaku de 2 mètres par 1,6 mètre porte 1 kilogramme de charge utile par n'importe quel vent, il est extrêmement stable) et le cerf-volant cellulaire type Chanute modifie par le capitaine Sacconey.

Un cerf-volant porte-antenne doit réunir cinq conditions principales :
1. légèreté ;
2. montage facile et rapide ;
3. stabilité parfaite ;
4. grand angle sur l'horizon ;
5. maximum de force ascensionnelle pour le minimum de surface, ce qui diminue l'effort de traction.

Le cerf-volant répondant le mieux pour porter l'antenne radioélectrique est le cellulaire type Chanute modifié par le militaire capitaine Sacconey.

## Engin de sauvetage

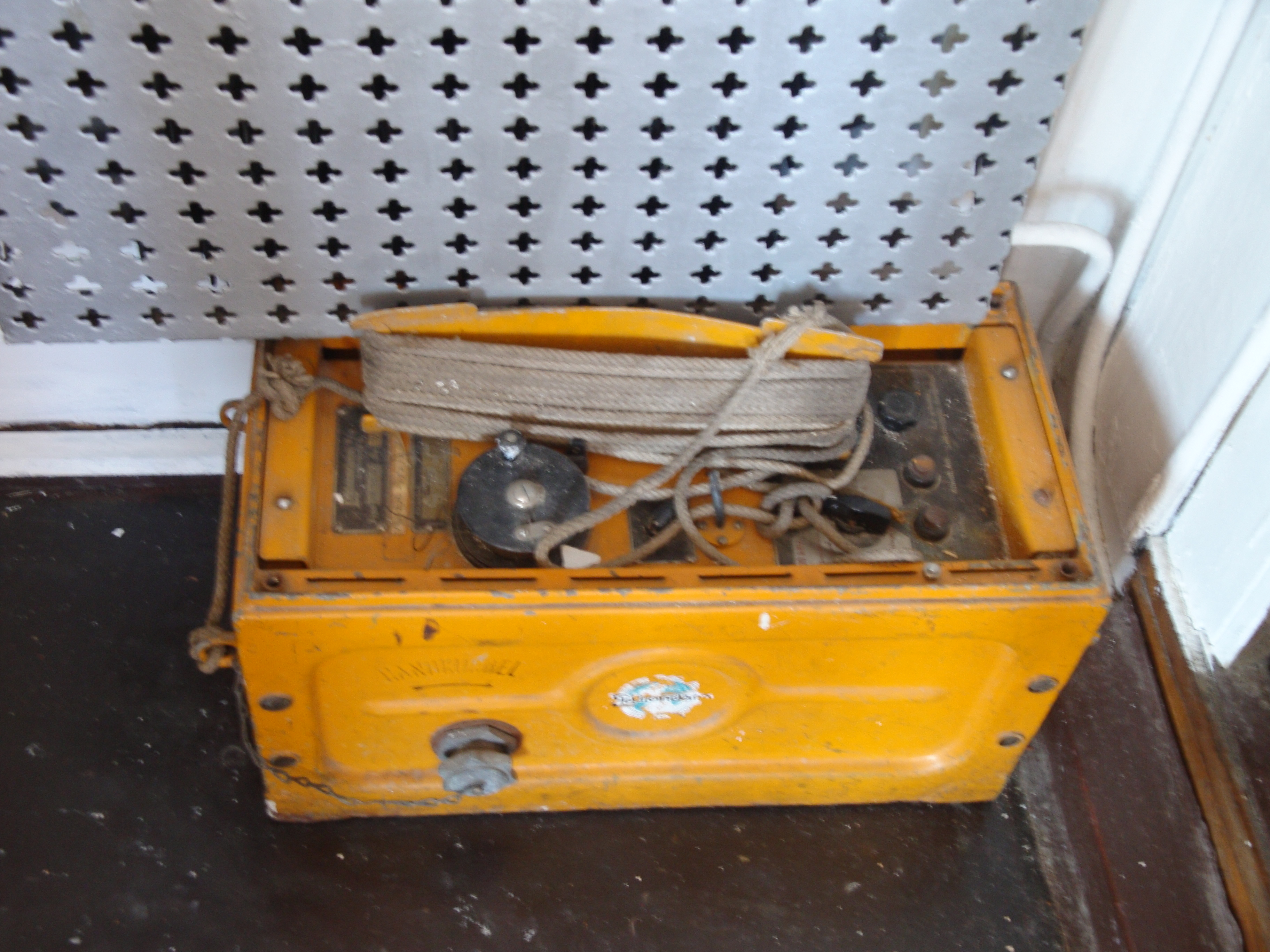
émetteur récepteur de naufrage et corde du cerf-volant porte antenne.

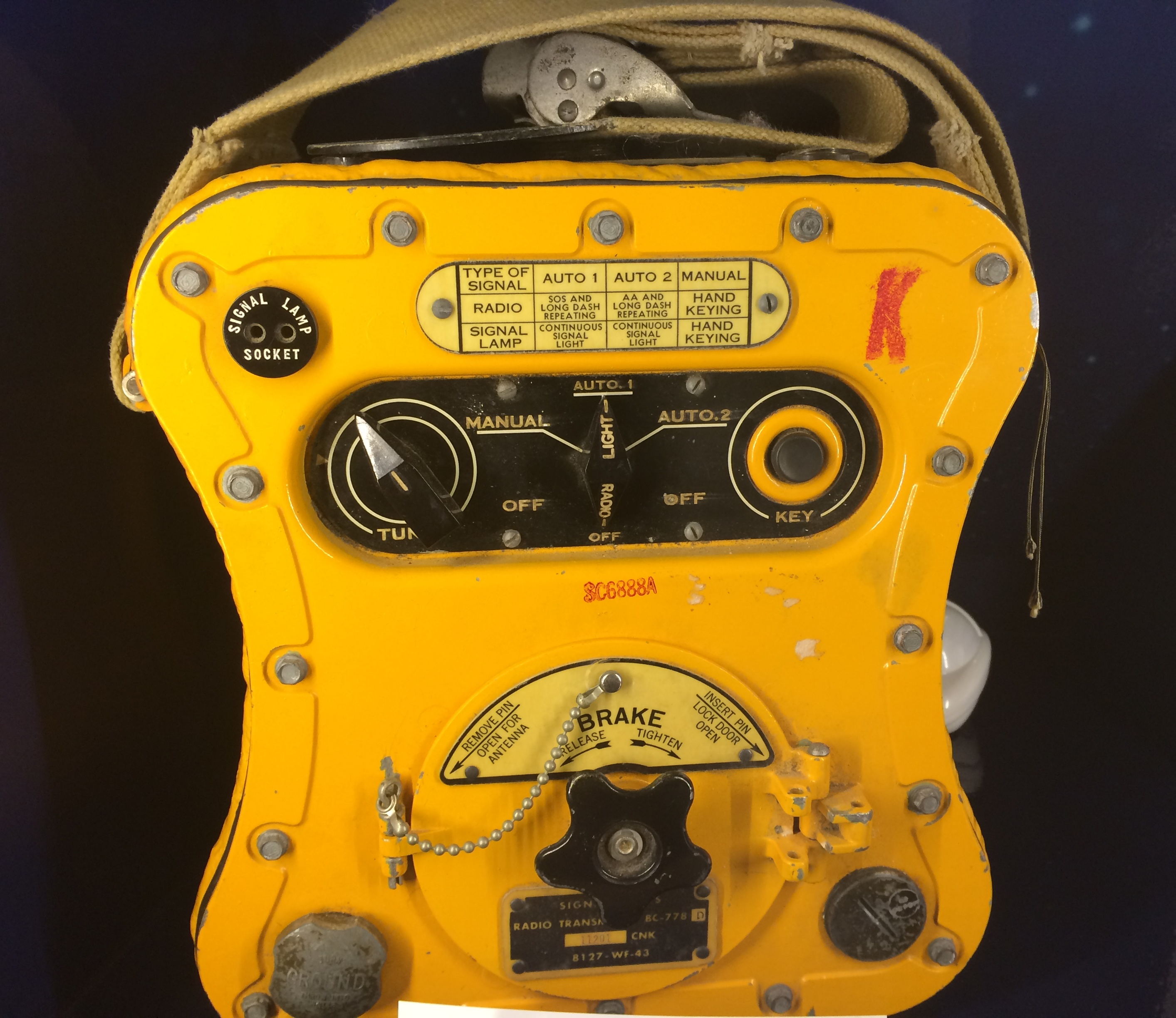
émetteur récepteur de naufrage

Les radeaux et embarcations de sauvetage étaient équipées d'une longue antenne érigée par un cerf-volant pour émettre sur la fréquence internationale de détresse en radiotélégraphie de 500 kHz et éventuellement sur la fréquence internationale de détresse des bandes comprises entre 4 000 kHz et 27 500 kHz en radiotélégraphie de 8 364 kHz qui était désignée pour être utilisée par les stations d'engin de sauvetage équipées et désirant établir avec les stations des services mobiles maritime et aéronautique des communications relatives aux opérations de recherche et de sauvetage.
Dans les radeaux des navires, des avions. Le signal sur 500 kHz (2 W) peut être entendu jusqu'à plusieurs dizaines de kilomètres par les avions et les bateaux. La fréquence de 500 kilohertz a besoin de longues antennes érigées par des cerfs-volants ou des ballons.

## Réglementation aérienne

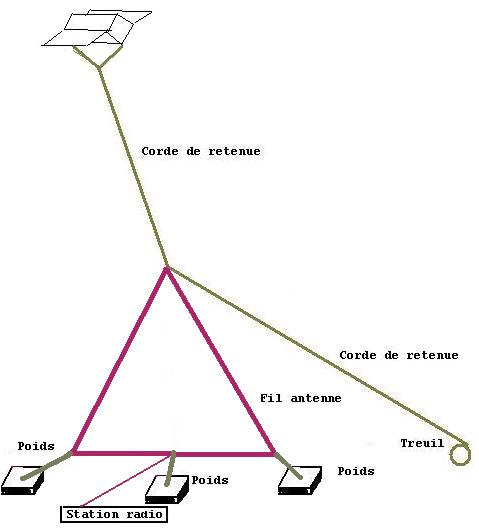
Cerf-volant porte antenne delta-loop horizontale.
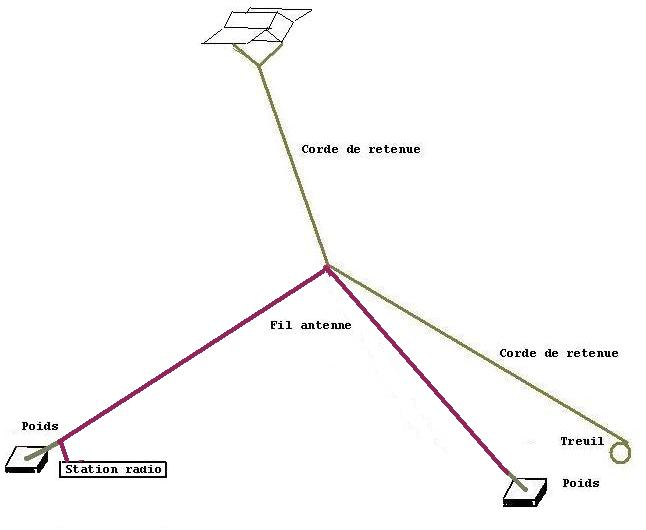
Cerf-volant portant une antenne en L renversé pour les radiocommunications.

- Sur le territoire français, (sauf zones interdites aux vols) l'ascension du cerf-volant s'effectue librement en dessous d'une hauteur de 50 mètres.
- Pour une hauteur comprise entre 50 et 150 mètres une autorisation spécifique peut être accordé par le directeur de l'aviation civile, (plusieurs câbles de retenue du cerf-volant peuvent être demandés).
- Et au-delà de 150 mètres, l'ascension du cerf-volant fait l'objet d'un plan de vol. Le cerf-volant fait partie des aéronefs civils qui ne transportent aucune personne à bord ([3]) avec des feux réglementaires des aéronefs. Les aéronefs captifs et leur câble de retenue doivent porter des feux correspondant au balisage d’un obstacle artificiel de même hauteur ([4]).

## Météorologie compromettante
Météorologie compromettant le cerf-volant porte antenne.
- Tempête
- Rafales de vent
- Les effets tourbillons des vents en dessous d’une altitude de 15 mètres.
- Fortes précipitations de pluie.
- La pluie battante.
- Orage.
- Grêles.
- Chute de neige.